# Bertold Haag
Bertold Haag (* 6. Januar 1912 in Mannheim; † 19. April 1981 in Berlin; auch Berthold Haag) war ein deutscher Maler, der sich in der Nachkriegszeit der abstrakten Malerei zuwandte.

## Leben
Bertold Haag war Sohn des Mannheimer Musikdirektors Hans Haag. Schon als Jugendlicher nahm er an Zeichenklassen teil. Mit 17 Jahren war er 1929 in der Ausstellung „Badisches Kunstschaffen der Gegenwart“ in der Kunsthalle Mannheim vertreten. Im gleichen Jahr machte er das Abitur. Er begann ein Studium der Philosophie und der Architektur in Heidelberg und Karlsruhe, entschied sich jedoch bald darauf, eine Laufbahn als freier Künstler einzuschlagen. Darin erhielt er Unterstützung durch den damaligen Direktor Kunsthalle Mannheim, Gustav Friedrich Hartlaub.
Haags Frühwerk in den 1930er-Jahren war der Gegenständlichkeit verpflichtet. Seinen Lebensunterhalt konnte er damit nur schwer bestreiten. 1936 erhielt er eine erste Einzelausstellung in der Kunsthalle Mannheim. Ein Jahr darauf wurde im Rahmen der Aktion „Entartete Kunst“ ein Stillleben von Haag aus dem Besitz der Kunsthalle Mannheim entfernt.
Als Soldat wurde Haag im Zweiten Weltkrieg in Russland eingesetzt. Dabei wurde er verwundet und geriet in sowjetische Kriegsgefangenschaft. In Berlin, wo er ab 1938 wohnte, wurde unterdessen sein Atelier in der Tauentzienstraße 10 durch Bomben getroffen und sämtliche Kunstwerke zerstört.
Nachdem er 1945 nach Berlin zurückgekehrt war, engagierte sich Bertold Haag im Kulturleben der Stadt. So war er Mitorganisator der Ausstellung „Exhibition of Artists of the Zehlendorf District“ des Amts für Volksbildung Zehlendorf im Herbst 1945. Haag nahm ab 1946 an vielen Berliner Kunstausstellungen teil, die durch die Kulturämter organisiert wurden. Er zeigte seine Werke auch in Privatgalerien. Im Sommer 1948 veranstaltete er selber eine Atelierausstellung in seinem Haus in der Waldsiedlung Zehlendorf, Am Lappjagen 9.
Mit über 200 Bildern nahm Haag 1951 an einer Ausstellung im Rathaus Schöneberg mit einer eigenen Sektion teil. 1954 war er in der Kunstausstellung des Rhein-Neckar-Kreises vertreten, wo ein Ankauf durch die Kunstkommission für die Städtische Gemäldesammlung Ludwigshafen erfolgte.
In Berlin mietete Haag 1955 ein kleines Atelier mit Wohnung in der Trabener Straße 21 im Ortsteil Grunewald. In diesen Jahren wandte er sich endgültig der abstrakten Malerei zu. In seinem Künstler-Freundeskreis in den 1950er- und 1960er-Jahren bewegten sich der Maler Franz Mutzenbecher sowie der Bildhauer Hermann Theunert, der Keramiker Jakob Bohleber und der Zeichner Busso Malchow.
Ab 1969 stellte Haag regelmäßig in der Galerie Pels-Leusden in Berlin aus. Überdies war er in diversen Galerieausstellungen in den 1970er-Jahren in West-Berlin zu sehen.
Nach Bertold Haags Tod 1981 zeigte die Galerie Pels-Leusden 1983 eine Gedächtnisausstellung und veröffentlichte einen Katalog mit einem Vorwort von Hans Pels-Leusden. 2004 wurde eine umfassende Retrospektive in den Räumen der Firma Klosterfrau in Berlin-Marienfelde gezeigt, dazu erschien ein Katalog.
Das Erbe des Künstlers fiel an das Land Berlin. 1990 erwarb der „Freundeskreis Bertold Haag“ den künstlerischen Nachlass und übergab diesen 2008 an die Stiftung Kunstforum der Berliner Volksbank.

## Ausstellungen (Auswahl)
- „Badisches Kunstschaffen der Gegenwart“, Kunsthalle Mannheim, 5. Mai – 30. Juni 1929
- „Mannheim im Bild“, Schlossmuseum Mannheim, um 1929
- „Selbstbildnisse Badischer Künstler“, Badische Kunsthalle, Karlsruhe, 1930
- Einzelausstellung, Kunsthalle Mannheim, Juli/August 1936
- „Exhibition of Artists of the Zehlendorf District“, Amt für Volksbildung Zehlendorf, September/Oktober 1945
- Ausstellung bildender Künstler, Kulturbund Berlin, Dezember 1945 / Januar 1946
- „I. Deutsche Kunstausstellung der Deutschen Zentralverwaltung für Volksbildung in der Sowjetischen Besatzungszone“, Berlin, Zeughaus Unter den Linden, 1946
- „Bertold Haag. Gemälde, Aquarelle, Zeichnungen“, Kunsthandlung Meyer-Heydenreich, Zehlendorf, Mai 1946
- Einzelausstellung in der Galerie Fritz Weber, Zehlendorf, 1946
- Kollektivausstellung, Rathaus Schöneberg, 3. – 31. März 1951, mit 200 Arbeiten in einem eigenen Bereich vertreten
- Bertrand Russell Centenary. International Art Exhibition and Sale, London, Dezember 1972 / Januar 1973
- „Bertold Haag. Arbeiten aus den Jahren 1949–1973. Ölbilder, Blätter in Mischtechniken, Miniaturen“, Galerie H. P. Buchen, Berlin, 12. Januar – 2. Februar 1974
- „Bertold Haag, frühe, noch nie gezeigte und neue Arbeiten“, Galerie Kulbe, Berlin, 14. November 1975 – Januar 1976
- „Bertold Haag – Bilder.“ 90 Miniaturen, Salon der neuen Kunst, Berlin, 10. März – 29. April 1978
- „Gedächtnisausstellung Bertold Haag (1912–1981)“. Gemälde, Collagen und Mischtechniken, Galerie Pels-Leusden, 13. Juni – 6. August 1983
- „Bertold Haag, 1912–1981“, Galerie H. P. Buchen, Berlin, 28. Februar – 22. März 1986
- „Bertold Haag, 1912–1981.“ Gemälde, Collagen, Miniaturen, Galerie Pels-Leusden, 7. Dezember 1991 – 18. Januar 1992
- „Retrospektive Bertold Haag. Zeichnungen, Malereien, Collagen und Mischtechniken aus 50 Jahren“, Klosterfrau, Berlin, 26. Oktober – 28. November 2004 (Eröffnung durch Christoph Stölzl)

## Öffentliche Sammlungen
- Berlinische Galerie, Landesmuseum für Moderne Kunst, Fotografie und Architektur
- Wilhelm-Hack-Museum, Ludwigshafen
- Kunsthalle Mannheim
- Kunstsammlung der Berliner Volksbank